# Darío Herrera
Darío Herrera (n. 18 iulie 1870 – d. 10 iunie 1914) a fost un scriitor și diplomat panamez.
Reprezentant al mișcării moderniste din țara sa, lirica sa se caracterizează prin transparența și frumusețea versului, sugestivitate psihică, melancolie, fiind influențată de: Leconte de Lisle, Stéphane Mallarmé, Paul Verlaine, José Asunción Silva și Rubén Darío.
Prin proza sa descriptivă, explorerază cu precădere mediul american.

## Scrieri
- 1903: Ore îndepărtate ("Horas lejanas")
- 1971: Lejanías.